# 엉치뼈

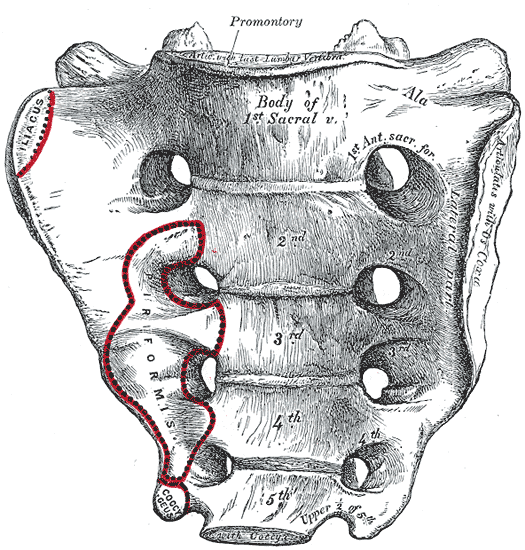

엉치뼈(영어: sacrum) 또는 천골(薦骨) 또는 엉치척추뼈는 척주의 기초부에 있는 큰 삼각형의 뼈로, 골반강의 뒤쪽 위쪽에 두 볼기뼈의 사이에 쐐기와 같이 부착되어 있다.
위쪽 부분은 허리뼈와 연결되어 있고, 아래쪽은 꼬리뼈과 연결된다. 아이들은 보통 다섯 개의 융합되지 않은 척추골로 되어 있는데, 통상 16 ~ 18세 사이에 융합되기 시작하여 26세쯤에는 하나의 뼈로 굳어진다.

## 같이 보기
- 척추
- 척수